# Rutpela
Чорноплямка (Rutpela Nakane & Ohbayashi, 1957) — рід жуків з родини Скрипунових.

## Молекулярна філогенія
Інтегративна філогенія на основі морфологічного (61 ознака) і молекулярного (мітохондрієві гени 16S рРНК і COI, а також ядровий ген 28S рРНК) аналізів продемонструвала, що рід Rutpela включає частину видів (Stenurella nigra, Stenurella septempunctata, Stenurella vaucheri) роду Stenurella, який є поліфілетичним. Раніше ці види залічували до Stenurella. На основі цих даних запропонована нова система обох родів. 
Відповідно до молекулярної філогенії рід Rutpela включає шість видів, розподілених між трьома підродами:
підрід Nigrostenurella Özdikmen, 2013 
- Чорноплямка чорна — Rutpela nigra (Linnaeus, 1758)

підрід Rutpela Nakane & Ohbayashi, 1957
- Чорноплямка плямиста — Rutpela maculata (Poda, 1761)
- Rutpela inermis (K. Daniel & J. Daniel, 1898)

підрід Eduardvivesia Zamoroka, Trócoli, Shparyk, Semaniuk, 2022
- Чорноплямка семицяткова — Rutpela septempunctata (Fabricius, 1792)
- Rutpela vaucheri (Bedel, 1900)

## Розповсюдження
В Україні поширені три види Чорноплямок:
- Чорноплямка чорна — Rutpela nigra (Linnaeus, 1758)
- Чорноплямка плямиста — Rutpela maculata (Poda, 1761)
- Чорноплямка семицяткова — Rutpela septempunctata (Fabricius, 1792